# Tijana Marković
Tijana Marković (Ruma, 1986) srpska je  pozorišna, televizijska i filmska glumica.
Završila je osnovne akademske, a nakon toga i master studije na Akademiji umetnosti u Novom Sadu, u klasi profesorke Jasne Đuričić.
Stalni je član Srpskog narodnog pozorišta u Novom Sadu.
Ostvarila je više uloga kako u pozorištu, tako i u filmovima i TV serijama.

## Pozorište
- Ana Marija, Travnička hronika, Ivo Andrić, režija i dramatizacija Nikita Milivojević
- Elmira, Tartif (Komično u klasičnom), autorski projekat Igora Vuka Torbice
- Marija i Ciganka, Smederevo 1941, režija i tekst Ana Đorđević
- Šaptačica, sobarica, Galeb, A. P. Čehova, režija Tomi Janežič
- Smrt Ivana Iljiča, L. N. Tolstoja, režija Tomi Janežič
- Jankovićka, Ujež, B. Nušića, režija R. Milenković
- Autobiografija, B. Nušić, režija Predrag Štrbac, 2019.
- Časna sestra, Bogojaljenska noć, V. Šekspira, režija E. Savin
- Islednica, Razvojni put Bore Šnajdera A. Popovića, režija P. Štrbac
- Dženi, Otpor, Li Mekdugal, režija Sonja Petrović
- Živanovićka, Ujež, B. Nušić, režija R. Milenković
- Opera za tri groša, B. Breht, više uloga, režija Tomi Janezic
- Put, više uloga, Dž. Kartrajta, režija B. Isaković
- Meri Karamazova, Sestre Karamazove, režija R. Milenković
- Lea, Kraljice, D. Lukić, režija Branislav Trifunović
- Dunjaša, Ženidba, režija A. Đorđević
- Ikonija, Situacije ili gresi mlade Ikonije, režija Nikola Zavišić
- Katica, Pučina, režija Vladan Đurković
- Razredna, Rekonstrukcija, po tekstu S. Bajac, režija Gea Gojak
- Gospođa Bajers, Velika depresija, tekst Filip Gruji, režija Marko Čelebić
- Lepa Brena prodžekt, režija Vladimir Aleksić i Olga Dimitrijević, Bitef teatar[2]
- Privatna proslava, režija Vladimir Aleksić, Bitef teatar[3]
- Ovaj će biti drugačiji, režija Đurđa Tešić, uloga Mirela, Atelje 212[4]
- Midlseks, Džefri Judžinidis, režija Jovana Tomić, uloga Surmelina/Mračni predmet, Srpsko narodno pozorište[5]
- Slepa mrlja, režija Andrej Mažeri, uloga novinarka, Srpsko narodno pozorište[6]

## Filmografija
| God.       | Naziv                         | Uloga                     |
| ---------- | ----------------------------- | ------------------------- |
| 2010-e     |                               |                           |
| 2012.      | Vojna akademija (TV serija)   | Šašvarina drugarica       |
| 2014.      | Odeljenje (TV serija)         | Inspektorka Anita         |
| 2014.      | Evropa, bre! (TV Mini serija) | Ceca                      |
| 2016.      | Pomeri se s mesta (TV serija) | Zorana                    |
| 2017.      | Prva tarifa (TV serija)       | Frizerka, rođaka na obuci |
| 2018.      | Pogrešan čovek (TV serija)    | Profesorica               |
| 2018.      | (TV serija)                   | Senka                     |
| 2019.      | Grupa (TV serija)             | Inspektorka Jakšić        |
| 2019.      | Nek ide život (TV serija)     | Anja Kovačević            |
| 2019.      | Neki bolji ljudi (TV serija)  | Tanja                     |
| 2020-e     |                               |                           |
| 2020.      | Slatke muke (TV serija)       | Poštarka                  |
| 2020.      | Kamiondžije (TV serija)       | Ljubinka                  |
| 2021.      | Porodica (TV serija)          | Marija Milošević          |
| 2022.      | Državni sluzbenik             | Irena                     |
| 2022—2023. | Mama i tata se igraju rata    | Nadežda                   |
| 2024.      | Radio Mileva                  | Ljubinka                  |

## Nagrade i priznanja
- 2020. Godišnja pohvala Srpskog narodnog pozorišta, povodom obeležavanja dana pozorišta.
- 2019. Nagrada „Predrag Peđa Tomanović” za najbolju ulogu u Srpskom narodnom pozorištu, za uloge: Elmira u predstavi Tartif (Komično u klasičnom), Ana Marija u predstavi Travnička hronika i ulogu Marija Cicić u predstavi Smederevo 1941..[7][8][9]
- 2019. Nagrada za najbolju žensku ulogu za ulogu Elmire u predstavi Tartif, autorski projekat Igora Vuka Torbice.[10]
- 2018. Nagrada „Zlatni lav“ na 19. Međunarodnom festivalu komornog teatra u Umagu, za ulogu Dženi u predstavi Otpor, Li Mekdugal, režija Sonja Petrović.
- 2012. Nagrada NP Sombor za ulogu Meri Karamazova u predstavi Sestre Karamazove, režija R. Milenković.

## Spoljašnje veze
- Tijana Marković na sajtu  (jezik: engleski)
- Zvanični veb-sajt
- „ACTORS: Tijana Marković”. GM Production. Приступљено 22. 3. 2021.
- „Tijana Marković”. Slavic – Artists Management. Приступљено 22. 3. 2021.[мртва веза]
- „Intervju: Tijana Marković iz "Grupe": Serija je teška, jer iako je u dilovanju para laka, posledice nisu”. Telegraf. Приступљено 14. 12. 2019.
- „Божићни специјал: Глумица Тијана Марковић: Највећи је уметник - Господ”. Радио Слово љубве. Приступљено 8. 1. 2020.
- „"Ulogu sam posvetila tati, nije dočekao da me vidi na malom ekranu": Dok je glumila Mariju u "Porodici" Tijana je privatno imala teške dane”. Blic Žena. Приступљено 10. 4. 2021.